# Nova Bandeirantes
Pour les articles homonymes, voir Bandeirantes.
Nova Bandeirantes est une municipalité brésilienne située dans l'État du Mato Grosso.